# Piedra Sola

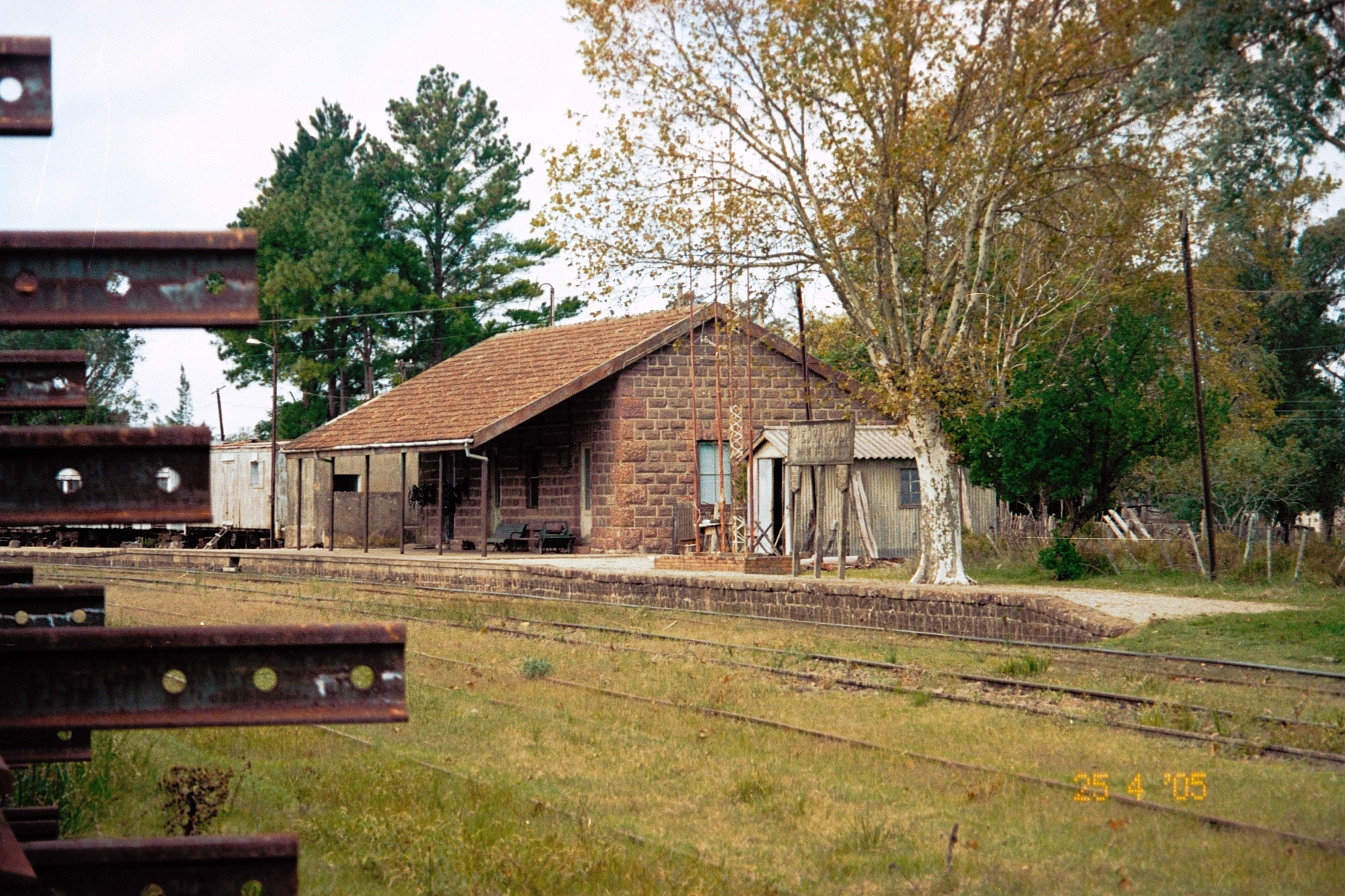
Estació Piedra Sola.

Piedra Sola és una localitat de l'Uruguai ubicada al límit entre els departaments de Paysandú i Tacuarembó, el qual coincideix, en aquesta zona, amb la via ferroviària que enllaça Montevideo amb Rivera.
Es va formar al voltant de l'Estació Piedra Sola, important des del punt de vista ferroviari perquè uneix les vies cap al nord i cap al litoral oest mitjançant el Ramal Piedra Sola, el qual va fins a l'Estació Tres Árboles.
El nom de l'estació es deu al fet que es va construir amb carreus procedents d'una sola pedra, de la qual queda una part declarada monument històric.